# Dynamite Headdy
Dynamite Headdy è un videogioco a piattaforme sviluppato nel 1994 da Treasure. Pubblicato da SEGA per Sega Mega Drive e Sega Game Gear, il titolo è stato distribuito nel 2007 tramite Virtual Console, incluso in Sega Mega Drive Ultimate Collection e disponibile su Steam.
Il protagonista del titolo è stato paragonato a Rayman.